# 19 september
19 september är den 262:a dagen på året i den gregorianska kalendern (263:e under skottår). Det återstår 103 dagar av året.

## Återkommande bemärkelsedagar

### Nationaldagar
- Saint Kitts och Nevis nationaldag

## Namnsdagar

### I den svenska almanackan
- Nuvarande – Fredrika
- Föregående i bokstavsordning
  - Carita – Namnet infördes 1986 på 24 augusti, men flyttades 1993 till dagens datum och 2001 till 7 maj.
  - Fredrika – Namnet infördes, som en hedersbetygelse åt kung Gustav IV Adolfs trolovade Fredrika av Baden, på dagens datum 1794 och har funnits där sedan dess.
  - Frej – Namnet infördes på dagens datum 1986, men flyttades 1993 till 30 maj och 2001 till 23 januari.
  - Freja – Namnet har gått nästan samma väg som Frej, då det 1986 infördes på dagens datum. 1993 åtföljde det dock inte Frej till 30 maj, utan utgick. När Frej 2001 flyttades till 23 januari återinfördes det emellertid på det datumet.
  - Ingemar – Namnet förekom före 1901 tidvis på 17 februari och på 1790-talet även på dagens datum. 1901 infördes det på 3 juni och har funnits där sedan dess.
  - Januarius – Namnet fanns, till minne av Januarius en biskop i Beneventum under antiken, på dagens datum före 1794, då det utgick.
- Föregående i kronologisk ordning
  - Före 1794 – Januarius och Ingemar
  - 1794–1900 – Fredrika
  - 1901–1985 – Fredrika
  - 1986–1992 – Fredrika, Frej och Freja
  - 1993–2000 – Fredrika och Carita
  - Från 2001 – Fredrika
- Källor
  - Brylla, Eva (red.). Namnlängdsboken. Gjøvik: Norstedts ordbok, 2000 ISBN 91-7227-204-X
  - af Klintberg, Bengt. Namnen i almanackan. Gjøvik: Norstedts ordbok, 2001 ISBN 91-7227-292-9

### Finlandssvenska almanackan
- Nuvarande från 1929[1] – Torborg
- I föregående revideringar[a][2]
  - inga ändringar sedan 1929

## Händelser
- 1356 – Under Hundraårskriget sker slaget vid Poitiers mellan Frankrike och England. Resultatet blir ett katastrofalt nederlag för den franske kungen Johan II. Endast några hundra omkommer på den engelska sidan medan Frankrike förlorar flera tusen människor. Befälhavare för den engelska armén är Edvard, den svarte prinsen och Jean III de Grailly. Johan II av Frankrike som ledde den franska armén överlever slaget men han blir tillfångatagen av engelsmännen.
- 1559 – Fem spanska fartyg förliser i en storm utanför Tampa. Antalet dödsoffer för de fem förlista skeppen uppgår sammanlagt till cirka 600.[3]
- 1737 – I Indien, Bengaliska viken, förstör en cyklon cirka 20 000 fartyg. Det uppskattas att mer än 300 000 människor dör i det tätbefolkade området som kallades Sundarbans. Senare forskning indikerar att befolkningen i Calcutta vid tiden var omkring 20 000 – uppskattningen av antalet dödsfall revideras ner till cirka 3 000 för Calcutta.
- 1783 – Den 4 juni 1783 genomförs världens första uppstigning med en varmluftsballong inför publik i Annonay i sydöstra Frankrike. Dock finns det inga levande varelser ombord. 107 dagar senare lyckas man för första gången skicka upp en varmluftsballong med levande varelser ombord. Detta utförs av bröderna Montgolfier i Paris.
- 1852 – Annibale de Gasparis upptäcker asteroid 20 Massalia.
- 1857
  - Hermann Goldschmidt upptäcker asteroid 48 Doris.
  - H. Goldschmidt upptäcker asteroid 49 Pales.
- 1863 – Slaget vid Chickamauga, är det blodigaste slaget under amerikanska inbördeskriget. [4] 125 000 trupper är inblandade från vardera sidorna, vilket gör det till ett väldigt stort slag. Slaget står mellan CSA (Sydstaterna) och USA Nordstaterna. Det blir massiva förluster för båda sidor med nära 20 000 döda från vardera sidan och en resulterar i en seger för sydstaterna.
- 1864 – Amerikanska inbördeskriget: Tredje slaget vid Winchester: Unionens trupper under general Philip Sheridan besegrar en konfedererad styrka under general Jubal Anderson Early. Med över 50 000 inblandade trupper är det den största striden som utkämpas i Shenandoah Valley och är inte bara militärt avgörande i  Virginia, utan spelar också en roll för att säkra Abraham Lincolns val 1864.[5]
- 1865 – C. H. F. Peters upptäcker asteroid 85 Io.
- 1870 – Christian Heinrich Friedrich Peters upptäcker asteroid 112 Iphigenia.
- 1893 – Guvernören, Lord Glasgow, undertecknar ny lagstiftning som ger kvinnorna i Nya Zeeland rösträtt. Nya Zeeland blir därmed det första landet i världen som ger kvinnorna denna rättighet.[6] Närmaste valet äger sedan rum bara några månader senare, den 28 november 1893.[7]
- 1944 – Tysklands flygvapen bombar Eindhoven och 200 människor dödas.
- 1957 – USA genomför sin första underjordiska kärnvapenprovsprängning på Nevada National Security Site.
- 1973 - Kung Carl XVI Gustaf avger sin kungaförsäkran.
- 1976
  - En mycket liten differens i röstetalet vid det svenska riksdagsvalet (socialdemokraterna och vänsterpartiet går tillbaka 1,3 %) gör att socialdemokraterna förlorar regeringsmakten efter 40 år. För första gången sedan semesterregeringen 1936 får Sverige en helt borgerlig regering. Det är den första majoritetsregeringen sedan 1970 och den första borgerliga majoritetsregeringen sedan den allmänna rösträttens införande.
  - Turkish Airlines Flight 452 kraschar på Taurusbergen i utkanten av Karatepe, Osmaniye, Turkiet. Alla 154 människor ombord omkommer.[8]
- 1981 – Simon and Garfunkel ger en konsert i Central Park, New York inför 400 000 åskådare.
- 1983 – Saint Kitts och Nevis blev självständigt från Storbritannien.
- 1985 – Jordbävningen i Mexico City med en magnitud på 8,0 på richterskalan kan ha dödat så många som cirka 40 000 människor. Ungefär 30 000 människor skadas och 412 byggnader blir förstörda samt ytterligare 3124 byggnader skadas svårt. Kostnaden för skadorna blir mellan 3 och 4 miljarder amerikanska dollar. [9]
- 1989 – En terroristbomb spränger UTA Flight 772 ovanför Tùnùrù-öknen. Alla 170 människor från 18 länder som finns ombord omkommer. Motivet ska vara en ren hämnd mot Frankrike för att de stödde Tchad när de låg i krig mot Libyen. Anhöriga till offren får ekonomisk ersättning. Ett erkännande erhålls från en av de misstänkta terroristerna och sex libyer åtalas. Muammar al-Gaddafi tillåter inte att de utlämnas till Frankrike. Domstolen sammanträder 1999 vid Paris Assize Court för dådet mot UTA Flight 772. Det sker även försök från anhöriga att  åtala den libyska regeringen i en federal domstol i Washington, D.C.. Den 19 september 2006 begär de att domstolen skall döma den libyska regeringen och sex av dess agenter skyldiga för tillintetgörandet av UTA Flight 772. Efter en rättegång som varar i tre dagar, 13–15 augusti 2007, beslutar distriktsdomaren Henry H. Kennedy att Libyen är direkt ansvarigt för bombdådet.  I domslutet 15 januari beordras Libyen att betala sex miljarder dollar i skadestånd till familjerna och flygplanets ägare. Libyen överklagar beslutet.
- 1991 – En mumifierad manskropp som senare får namnet Ötzi hittas i en glaciär i Sydtyrolen.
- 1996 – Den amerikanska rymdfärjan Atlantis dockar med den ryska rymdstationen Mir.
- 2003 – Minneshögtiden för mördade Anna Lindh hålls. 1300 inbjudna gäster fyller Blå hallen i Stockholms stadshus däribland många höga internationella dignitärer, utrikesministrar och politiska kollegor. Sveriges konung Carl XVI Gustaf och drottningen närvarar.[10] Vid talarstolen finns en bild på en leende Anna Lindh med ihopslagna händer bredvid de levande ljusen och rosorna på plats. Efter att Eva Dahlgren framfört sången Ängeln i rummet går Göran Persson fram som en förste talare och säger "Vi har mist henne. Så är det. Och den insikten gör så förfärligt ont". Minneshögtiden sänds också i TV som många följer. Efter talet bugar han i tystnad framför bilden på den leende Anna Lindh och 1300 gäster sitter i samma stund tysta. Sverige och stora delar av världen tar denna dag ett sista farväl av Anna Lindh.[11]
- 2004 – I Indien har översvämningar i den tättbefolkade västra Bengalen översvämmat hundratals byar, dödat tre människor och gjort över 650 000 människor hemlösa.
- 2009 – På öppet hav ca 23 sjömil (42,5 kilometer) sydöst om Utö drabbas M/S Mariella av "blackout". Detta är i närheten av den plats där Estonia förliste. M/S Mariella som har 1184 människor ombord driver fritt och okontrollerat under cirka en timme innan man fick tillbaka huvudströmmen. All teknisk utrustning förutom maskineriet för framdrivning fungerar normalt eftersom fartyg är utrustade med reservsystem för elförsörjning.[12]
- 2010 – I Sverige hålls val till riksdagen, landstingen och kommunerna. Den sittande regeringskoalitionen Alliansen blir det största blocket, men får inte egen majoritet. Sverigedemokraterna blir invalda och får en vågmästarroll i riksdagen, som därmed för första gången får åtta partier.
- 2014 – Sydafrikas polis uppger att nationen har registrerat cirka 17 000 mord under året som slutar i mars, vilket återspeglar en ökning med fem procent jämfört med föregående år.
- 2017 – Jordbävningen vid Puebla 2017 inträffar och 370 människor dör och drygt 6000 människor skadas.[13]

## Födda
- 86 – Antoninus Pius, romersk kejsare
- 1551 – Henrik III, kung av Polen och av Frankrike
- 1566 – Peder Månsson Utter, svensk arkivman och genealog
- 1737 – Charles Carroll, amerikansk politiker, senator (Maryland)
- 1791 – Camille Hyacinthe Odilon Barrot, fransk politiker
- 1802 – Lajos Kossuth, ungersk advokat och politiker
- 1813
  - Nikolaus Delius, tysk filolog
  - Christian Heinrich Friedrich Peters, tysk-amerikansk astronom
- 1815 – Edgar Cowan, amerikansk republikansk politiker, senator (Pennsylvania)
- 1822 – Joseph R. West, amerikansk republikansk politiker och general, senator (Louisiana)
- 1833 – Walfrid Weibull, svensk pionjär som fröförädlare och grundare av familjeföretaget Weibulls
- 1848 – Gunnar Knudsen, Norges statsminister
- 1862 – Arvid Lindman, svensk politiker, sjömilitär och industriledare, Sveriges statsminister
- 1869 – Ben Turpin, amerikansk stumfilmsskådespelare
- 1871 – Magnus Johnson, svensk-amerikansk politiker
- 1872 – Ole H. Olson, amerikansk politiker, guvernör i North Dakota
- 1882 – Mauritz Björck, bygdemålsberättare
- 1883 – Hjalmar Bergman, författare
- 1898 – Giuseppe Saragat, italiensk politiker, president
- 1901 – Alvar Kraft, svensk kompositör, arrangör av filmmusik
- 1906 – Olle Ekbladh, svensk skådespelare
- 1907 – Gösta Hammarbäck, svensk filmproducent
- 1909
  - Ferry Porsche, österrikisk-tysk bilkonstruktör
  - Carl Reinholdz, svensk skådespelare och sångare
- 1911 – William Golding, brittisk författare, mottagare av Nobelpriset i litteratur 1983
- 1912 – Anders Pehrson, svensk formgivare
- 1913 – Frances Farmer, amerikansk skådespelare
- 1922 – Emil Zátopek, tjeckoslovakisk friidrottare
- 1924 – Marianne Schüler, svensk dansare och skådespelare
- 1926
  - Masatoshi Koshiba, japansk astrofysiker, mottagare av Nobelpriset i fysik 2002
  - Lurleen Wallace, amerikansk demokratisk politiker, guvernör i Alabama
- 1927 – Harold Brown, amerikansk fysiker och demokratisk politiker, USA:s försvarsminister
- 1928
  - Kåre Santesson, svensk skådespelare, producent och regissör
  - Adam West, amerikansk skådespelare
- 1933
  - Ingrid Jonker, sydafrikansk författare
  - David McCallum, skotskfödd amerikansk skådespelare
- 1936 – Al Oerter, amerikansk friidrottare, OS-guld
- 1937 – Pekka Tarjanne, finländsk politiker, trafikminister
- 1944 – Anders Björck, svensk moderat politiker, försvarsminister, landshövding i Uppsala län
- 1945 – John Burnett, brittisk parlamentsledamot för Liberal Democrats
- 1946 – John Coghlan, trumslagare i Status quo
- 1947 – Steve Bartlett, amerikansk republikansk politiker
- 1948
  - Jeremy Irons, brittisk skådespelare
  - Patsy Calton, brittisk parlamentsledamot (liberaldemokrat)
- 1949 – Twiggy, brittisk fotomodell och skådespelerska
- 1950 – Erkki Liikanen, finländsk politiker, EU-kommissionär, chefsdirektör för Finlands Bank
- 1952
  - Gunnar Hökmark, svensk moderat politiker, riksdagsledamot, Europaparlamentariker
  - Nile Rodgers, amerikansk musiker, kompositör, gitarrist och musikproducent
- 1955 – Henry Cuellar, amerikansk demokratisk politiker
- 1956 – Ann Zacharias, svensk skådespelare och regissör
- 1958 – Lita Ford, amerikansk sångare
- 1962 – Roland Moser, liechtensteinsk politiker och fotbollsspelare
- 1963 – Mats Långbacka, finlandssvensk skådespelare, manusförfattare och producent
- 1965
  - Sara Kadefors, svensk författare, journalist och programledare
  - Sunita Williams, amerikansk astronaut
- 1966 – Petri Huru, finländsk politiker
- 1972
  - Erik Eckerdal, svensk biskop
  - Gunnar Strömmer, svensk justitieminister
- 1973 – Cristiano da Matta, brasiliansk racerförare
- 1974
  - Pihla Keto-Huovinen, finländsk politiker
  - Victoria Silvstedt, svensk fotomodell och artist
  - Jimmy Fallon, amerikansk programledare
- 1977 – Josef Fares, svensk-libanesisk filmregissör och manusförfattare
- 1979 – Mikael Tellqvist, svensk ishockeyspelare
- 1981
  - Damiano Cunego, italiensk tävlingscyklist
  - Rick DiPietro, amerikansk ishockeymålvakt
- 1982 – Skepta, brittisk rappare
- 1984 – Eva Marie, amerikansk skådespelare
- 1985 – Viktor Norén, svensk sångare och låtskrivare i bandet Sugarplum Fairy
- 1986 – Sebastian Karlsson, svensk ishockeyspelare
- 1987 – Danielle Panabaker, amerikansk skådespelerska
- 1998 – Tierna Davidson, amerikansk fotbollsspelare

## Avlidna
- 1819 – Göran Magnus Sprengtporten, svensk militär, politiker och landsförrädare
- 1843 – Gaspard-Gustave Coriolis, fransk ingenjör, fysiker och matematiker
- 1851 – Carl Fredrik af Wingård, svensk ärkebiskop, ledamot av Svenska Akademien
- 1881 – James Garfield, amerikansk politiker, USA:s president
- 1906 – Claes Herman Rundgren, biskop i Karlstads stift, ledamot av Svenska Akademien
- 1952 – Birgit Chenon, svensk skådespelare
- 1955 – Carl Milles, svensk skulptör
- 1957 – Edvard Persson, svensk skådespelare
- 1973 – Gram Parsons, amerikansk countryartist
- 1978 – Étienne Gilson, fransk filosof
- 1984 – Birgit Th. Sparre, svensk författare
- 1987 – Einar Gerhardsen, Norges statsminister
- 1988 – Gunnar Lundén-Welden, svensk musiker, kapellmästare, musikarrangör, kompositör
- 2003 – Slim Dusty, australisk countrymusiker
- 2004
  - Eddie Adams, amerikansk fotojournalist
  - Skeeter Davis, amerikansk countrysångare
  - Ellis Marsalis Sr, amerikansk medborgarrättskämpe
  - Line Østvold, norsk snowboardåkare
- 2005 – Kent Sänd, svensk samhällsdebattör
- 2007 – Antoine Ghanem, libanesisk politiker
- 2008 – Earl Palmer, amerikansk trummis
- 2009 – Erik Söderberg, svensk finansman
- 2011
  - Dolores Hope, amerikansk sångare och filantrop, änka efter Bob Hope
  - George Cadle Price, belizisk politiker, premiärminister
- 2013 – John David Vanderhoof, amerikansk republikansk politiker, guvernör i Colorado
- 2014 – Håkan Andræ, svensk militär
- 2015 – Jackie Collins, amerikansk författare, skådespelare och producent
- 2020 – Lee Kerslake, brittisk trumslagare, bland annat medlem i gruppen Uriah Heep
- 2023 – Per Gahrton, svensk politiker